# Provinz Zeeland
Zeeland (deutsch Seeland, seeländisch Zeêland) ist eine Provinz in den südwestlichen Niederlanden. Die Provinz besteht aus einer Reihe von Inseln, Halbinseln und einem Stück Festland an der Grenze zu Belgien, genannt Zeeuws Vlaanderen („Seeländisch Flandern“). Am 1. Januar 2025 hatte die Provinz 393.048 Einwohner.

## Geographie

Satellitenbild von Zeeland

Die Inseln und Halbinseln von Zeeland sind:
- Zuid-Beveland (Halbinsel, zusammen mit Walcheren)
- Walcheren (Halbinsel, grenzt an Zuid-Beveland)
- Noord-Beveland (Insel)
- Tholen (Halbinsel)
- Schouwen-Duiveland (Insel)
- Sint Philipsland (Halbinsel)

Der restliche Teil, der weder Insel noch Halbinsel ist und dessen einziger Landzugang bis 2003 über Belgien bestand, heißt Zeeuws Vlaanderen.
Seit Mitte 2003 besteht mit dem Westerscheldetunnel ein weiterer Landzugang, der diesmal Zeeuws Vlaanderen direkt mit den übrigen Niederlanden verbindet. Der Tunnel führt von Terneuzen bis auf das Gebiet der Gemeinde Borsele.
Die Hauptstadt ist Middelburg. Vlissingen ist ein wichtiger Seehafen, ebenso Terneuzen. Andere Städte sind Hulst, Goes und Zierikzee.

## Geschichte

### Vorgeschichte
Einziger Beleg, dass bereits Neandertaler im Gebiet der heutigen Niederlande lebten, ist das Fragment einer Schädelkalotte, genannt Krijn, die im Jahr 2001 vor Zeeland aus der Nordsee geborgen wurde.
Erste Siedlungsspuren auf Zeeland weisen in die keltische und römische Antike. Im Jahr 52 v. Chr. unterwarf Julius Caesar die Menapier, die auf dem Gebiet des heutigen Zeeland gesiedelt haben dürften. Die Gallia Belgica lag auf der Handelsroute von der Germania Inferior (vor allem: Köln) zur Britannia und war schon aus diesem Grund von einem gewissen Interesse. Ob die erste Niederlassung, von der aus die weitere Besiedelung Zeelands ausging, das Zeeuwsche Kastell Aardenburg war, ist allerdings unklar.
Der Nehalennia-Tempel, den man bei Colijnsplaat ausmacht, dürfte auf einen Kult hinweisen, der keltischen Ursprunges war und in der vorgefundenen Form des 2. oder 3. Jahrhunderts bereits eine Adaption darstellte. Nehalennia selbst war eine regionale Gottheit, die vor allem in frugalen und maritimen Zusammenhängen erschien und kein römisches Pendant hatte. Aus Dank für geglückte See-Handelsreisen dürften auch die gefundenen Nehalennia-Steine, von denen einige im Museum Gravensteen in Zierikzee und im Rijksmuseum van Oudheden in Leiden zu sehen sind, aufgestellt worden sein.
Mit dem 4. Jahrhundert ging nicht nur das Imperium Romanum, sondern auch Zeeland im wörtlichen Sinne zunehmend unter. Das Versinken des zur Nordsee offenen Landes dürfte sich bis zur Mitte des 6. Jahrhunderts hingezogen haben. Mit dem Ende des 6. Jahrhunderts wird schon wieder eine kleinere Handelsniederlassung auf Walcheren vermutet. Es spricht einiges dafür, dass es sich bei den neuen Siedlern nun um Friesen gehandelt hat.

### Fränkische Zeit
Zwischen 688 und 695 wurden die niederländischen Küstengebiete von Pippin II. erobert, womit die fränkische Zeit begann. In diese Zeit fiel auch die Christianisierung Zeelands. 690 ging bei Zoutelande der irische Mönch Willibrord (658–739) an Land. Der heute noch an vielen Orten gewürdigte Mönch war berüchtigt für sein hartes Vorgehen gegen die sogenannten Heiden: Teile eines von Willibrord selbst zerschlagenen heidnischen Heiligtums sollen noch heute im Sockel des Altares der Kirche zu Westkapelle enthalten sein. 695 wurde Willibrord Bischof von Utrecht. Der früh heiliggesprochene und von Alkuin in der Vita Sancta Willibrordi um 786 und von Theofried um 1104 beschriebene Kleriker verstarb 739 in dem von ihm in Echternach (Luxemburg) gegründeten Kloster.
Nachdem schon unter Karl dem Großen (768–814) und Ludwig dem Frommen (814–840) vermehrt Einfälle der Normannen entlang der großen Flüsse, vor allem aber des Rheins verzeichnet werden konnten, kam es mit dem beginnenden 9. Jahrhundert auch vermehrt zu Einfällen in Zeeland. Über den Eindruck, den die nach sagenhaften Meeresungeheuern und Drachen geschnitzten Bugpartien der Wikingerboote auf die einfache Bevölkerung machten, sind für Zeeland und auch andernorts eindrucksvolle Meldungen überliefert.

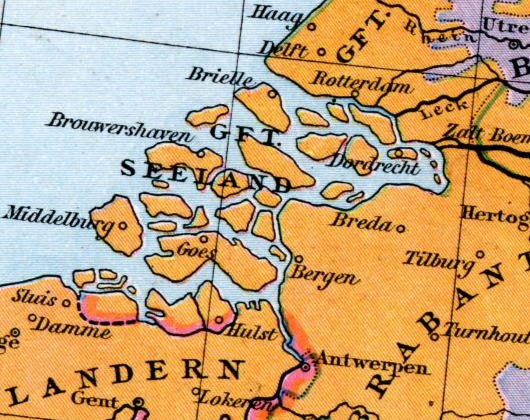
Die Grafschaft Zeeland im 15. Jahrhundert

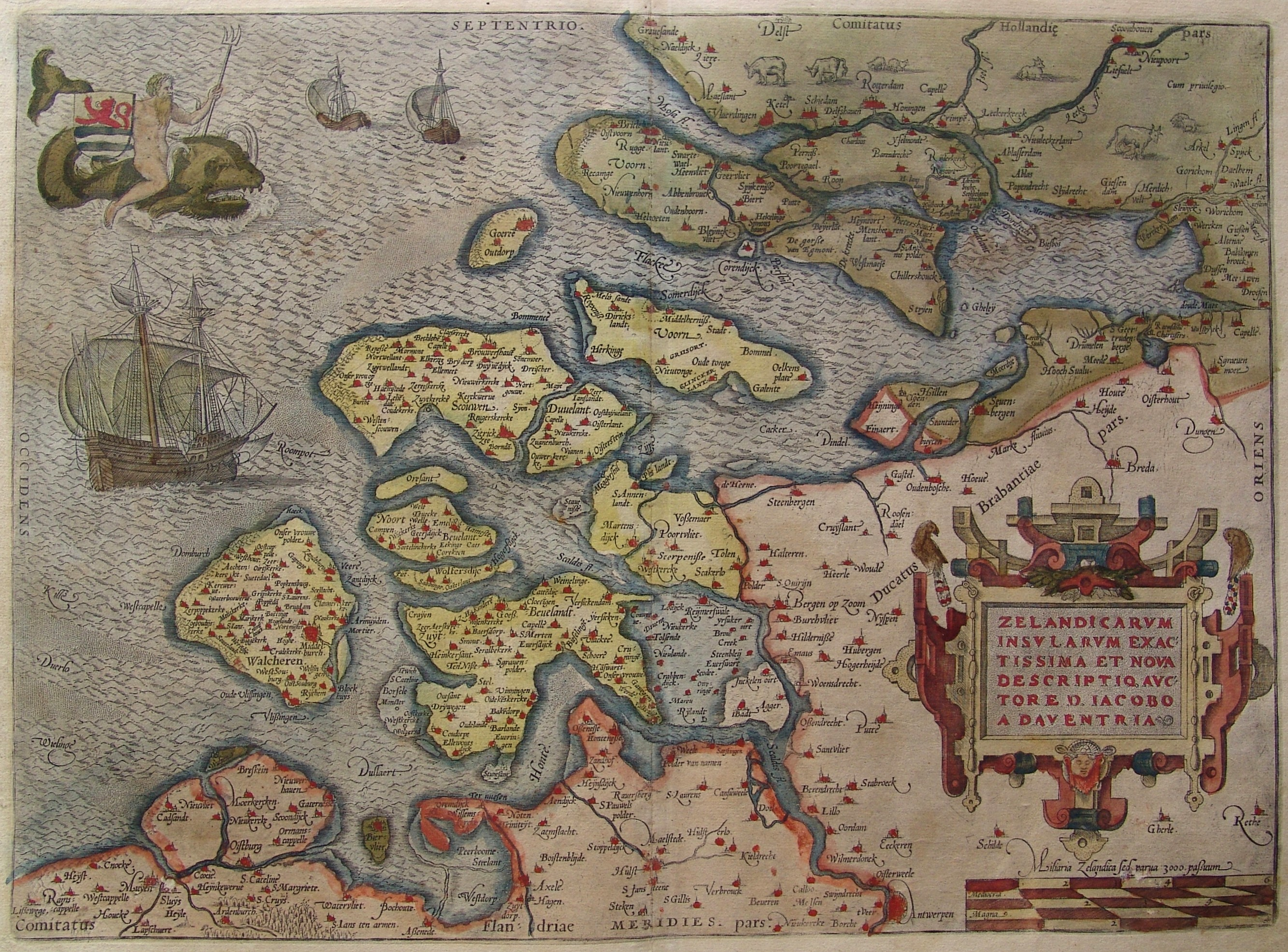
Historische Karte von Zeeland aus dem Jahr 1580

841 belehnte der amtsfrische Lothar sogar den Wikinger Heriold mit Walcheren – vielleicht in der Hoffnung, auf diese Weise weiteren Angriffen mit der Verlagerung zu einem innernormannischen Problem ausweichen zu können. Die Belehnung, die darauf hinweist, dass sich zu jener Zeit bereits Normannen auf Zeeland angesiedelt hatten, scheint aber in keiner Hinsicht den gewünschten Erfolg erbracht zu haben. Auf der einen Seite dürfte die Herrschaft der Normannen innerhalb der autochthonen Bevölkerung keine Akzeptanz gefunden haben, auf der anderen Seite ließen sich wohl auch die Einfälle anderer Normannen auf diese Weise nicht verhindern – denn von zirka 880 bis 890 entstanden über Zeeland verteilt gegen derartige Überfälle überall Fluchtburgen: Oostburg (Zeeuws-Vlaanderen), Oost-Souburg bei Vlissingen, Middelburg, Domburg und Burgh bei Burgh-Haamstede sind aus derartigen Befestigungen hervorgegangen. Middelburg zeigt bis heute in seinem Grundriss die ringförmige Wehranlage. In Oost-Souburg lässt sich die rekonstruierte Burg besichtigen. Diese Ringwall-Burgen wurden vorerst nur als Rückzugsmöglichkeit bei Angriffen genutzt, nicht aber bewohnt. Die Überfälle auf Zeeland endeten aber erst etwa hundert Jahre später, um 1000.

### Mittelalter, Frühe Neuzeit
Seit dem Mittelalter ist der Kampf gegen das Wasser ein elementarer Bestandteil der Geschichte von Zeeland. Gewinn und Verlust von Land wechselten einander ab. Fast die komplette Provinz (außer den Dünen) liegt unter dem Meeresspiegel. Die Landschaft ist ein Flickenteppich aus Poldern und Deichen. Die vielen kleinen Inseln sind langsam zu den größeren (Halb-)Inseln, die heute Bestand haben, zusammengewachsen.
Im 16. und 17. Jahrhundert hatte Zeeland eine bedeutende wirtschaftliche Stellung innerhalb der Niederlande inne. Einige Städte wie Middelburg, Veere oder Zierikzee waren bedeutsame Handelsstädte. In diesen Städten sind immer noch viele Häuser, Kirchen oder andere Zeugen der seeländischen Blütezeit zu finden. Die Niederländische Ostindien-Kompanie, die einen Sitz in Middelburg hatte, wurde 1798 liquidiert. Zeeland war auf Grund seiner geographischen Lage für Kaperei ein sehr geeigneter Standort. Kaperei und Handel wurden oft von denselben Reedern betrieben. Middelburg hatte darum, neben Amsterdam, Rotterdam, Hoorn und Groningen, auch eine Kammer der West-Indischen Compagnie (WIC), die u. a. die Kaperei koordinierte. Im 18. Jahrhundert sank die wirtschaftliche und politische Bedeutung Zeelands immer mehr. Zum einen versandeten viele kleinere Flüsse, was die Schifffahrt stark behinderte. Zum anderen hatten die Französische Revolution und Napoleons Feldzüge Anfang des 19. Jahrhunderts auch Auswirkungen auf Zeeland. Besonders die Kontinentalsperre gegen England wirkte sich verheerend aus.

### Moderne

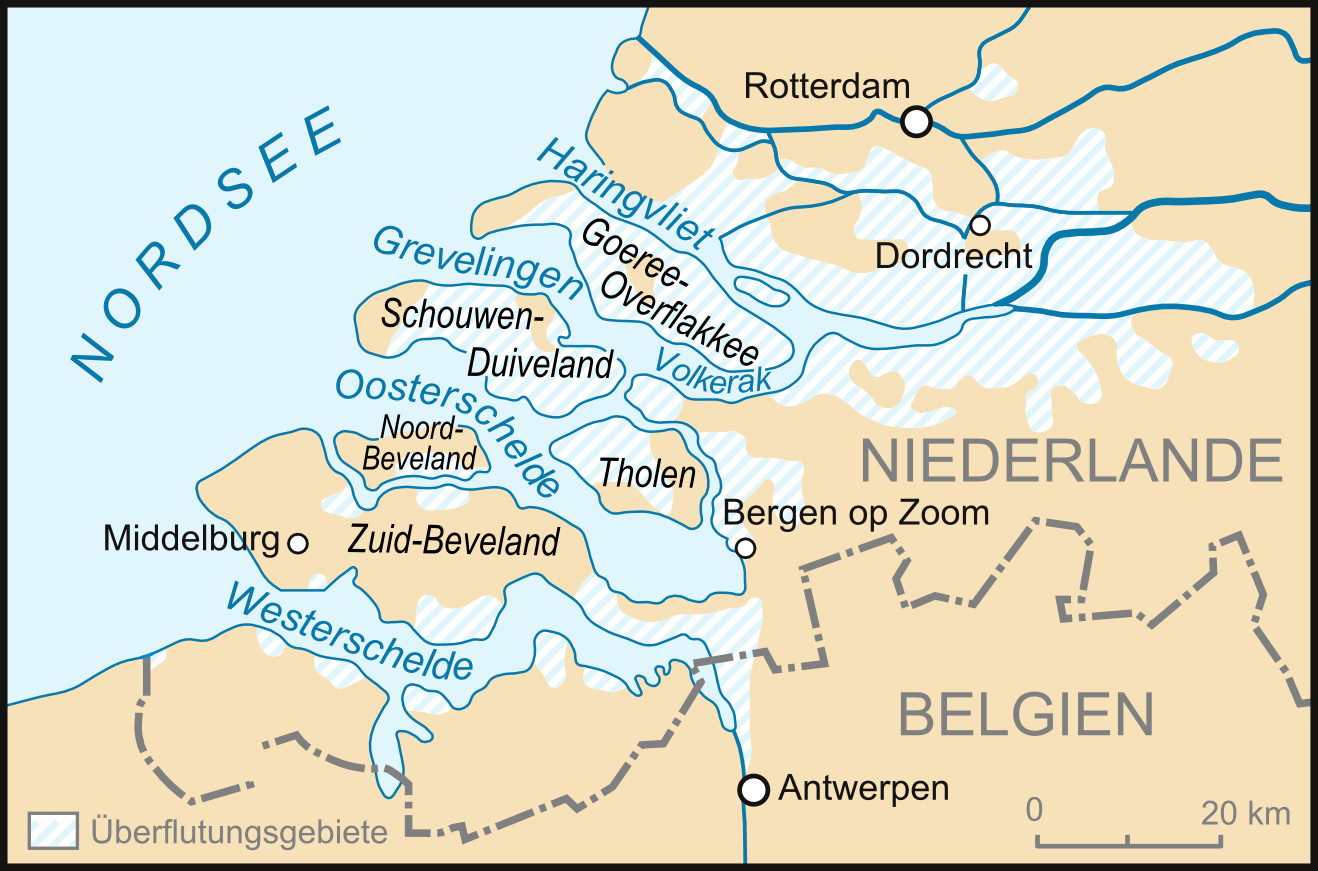
Überflutete Flächen in den Provinzen Zeeland und Südholland 1953

Mit der Ausbreitung des Eisenbahnnetzes in den Niederlanden wurden Zuid-Beveland und Walcheren im 19. Jahrhundert mittels Dämmen mit dem Festland der Provinz Noord-Brabant verbunden. Seit 1870 sind Middelburg, Vlissingen und Goes an die Eisenbahnlinie nach Bergen op Zoom und Roosendaal angebunden.
Nach dem Ersten Weltkrieg erhob Belgien Ansprüche auf Seeländisch Flandern, da die Niederlande während des Krieges neutral geblieben waren, Belgien dagegen große Zerstörungen zu beklagen hatte. Diese Annexionspläne wurden jedoch auf Druck der britischen Regierung fallengelassen.
Im Zweiten Weltkrieg wurde auch Zeeland von deutschen Truppen besetzt und mit Befestigungsanlagen des Atlantikwalls überzogen. Alliierte Truppen befreiten den größten Teil der Provinz im Oktober und November 1944 während der Schlacht an der Scheldemündung.
In der Nacht vom 31. Januar auf den 1. Februar 1953 wurde Zeeland von der Hollandsturmflut getroffen. 1835 Menschen starben bei der größten Naturkatastrophe der Nachkriegszeit in den Niederlanden. Um solch eine Katastrophe in der Zukunft zu verhindern, wurden ab 1960 die Deltawerke gebaut. Ein Nebeneffekt der Abriegelung der Nordsee von den kleinen Seitenarmen und Flussmündungen war, dass die Verbindungen der Provinz mit dem Rest der Niederlande wesentlich verbessert wurden. 1997 wurde das große Projekt mit der Eröffnung des Maeslant-Sturmflutwehrs, das allerdings nicht zur Provinz Zeeland gehört, fertiggestellt.
Die wirtschaftliche und soziale Struktur der Inseln Zeelands wurde durch die festen Verbindungen mit dem Land stark verändert. Die ehemals abgelegenen Gebiete sind von der Randstad aus nun binnen einer Stunde zu erreichen. Der Tourismus ist stark angestiegen.

## Politik
- SP: 1
- PvdD: 1
- GL-PvdA: 6
- D66: 1
- PVZ: 2
- CDA: 5
- CU: 1
- VVD: 4
- BBB: 9
- SGP: 5
- JA21: 1
- FvD: 1
- PVV: 2

Das Provinzialparlament (niederländisch Provinciale Staten) hat seinen Sitz im Provinciehuis in der Provinzhauptstadt Middelburg. Entsprechend der Bevölkerungszahl in der Provinz besteht das Parlament aus 39 Sitzen.
Die letzte Provinzialwahl fand am 15. März 2023 statt. Dabei traten 15 Parteien an, wovon 13 auch Sitze in den Staten errangen.
An der Spitze der Provinz steht der Kommissar des Königs. Das ist seit September 2024 der Christdemokrat Hugo de Jonge. Das College van Gedeputeerde Staten, also die Regierung, setzt sich seit der Wahl 2023 aus einer Koalition aus BBB, SGP, CDA und VVD zusammen.

### Gemeinden
Die Provinz umfasst seit 2003 noch 13 Gemeinden:

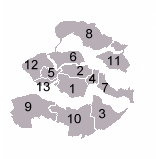
Karte Zeeland und Gemeinden (alphabetisch nummeriert)

| Gemeinde                     | Nr. | Einwohnerzahl (Stand: 1. Januar 2025) | Fläche (in km²) | Größte Orte                                                   |
| ---------------------------- | --- | ------------------------------------- | --------------- | ------------------------------------------------------------- |
| Borsele                      | 1   | 23.127                                | 194,52          | Heinkenszand, ’s-Gravenpolder, ’s-Heerenhoek                  |
| Goes                         | 2   | 40.125                                | 101,92          | Goes, Kloetinge, Wolphaartsdijk                               |
| Hulst                        | 3   | 27.385                                | 251,82          | Hulst, Kloosterzande, Sint Jansteen                           |
| Kapelle                      | 4   | 13.024                                | 49,63           | Kapelle, Wemeldinge, Biezelinge                               |
| Middelburg                   | 5   | 50.167                                | 53,04           | Middelburg, Arnemuiden, Nieuw- en Sint Joosland               |
| Noord-Beveland               | 6   | 8.045                                 | 121,51          | Kamperland, Kortgene, Colijnsplaat                            |
| Reimerswaal                  | 7   | 23.334                                | 242,42          | Yerseke, Krabbendijke, Kruiningen                             |
| Schouwen-Duiveland           | 8   | 34.424                                | 488,21          | Zierikzee, Burgh-Haamstede, Bruinisse                         |
| Sluis                        | 9   | 23.098                                | 307,16          | Oostburg, Breskens, Aardenburg                                |
| Terneuzen                    | 10  | 55.663                                | 317,76          | Terneuzen, Axel, Sas van Gent                                 |
| Tholen                       | 11  | 26.944                                | 254,00          | Tholen, Sint Maartensdijk, Sint-Annaland                      |
| Veere                        | 12  | 21.944                                | 206,62          | Koudekerke, Westkapelle, Oostkapelle                          |
| Vlissingen                   | 13  | 45.768                                | 344,84          | Vlissingen, Oost-Souburg, Ritthem (einzige Orte der Gemeinde) |
| (Nr. = Nummer auf der Karte) |     |                                       |                 |                                                               |

## Sehenswürdigkeiten

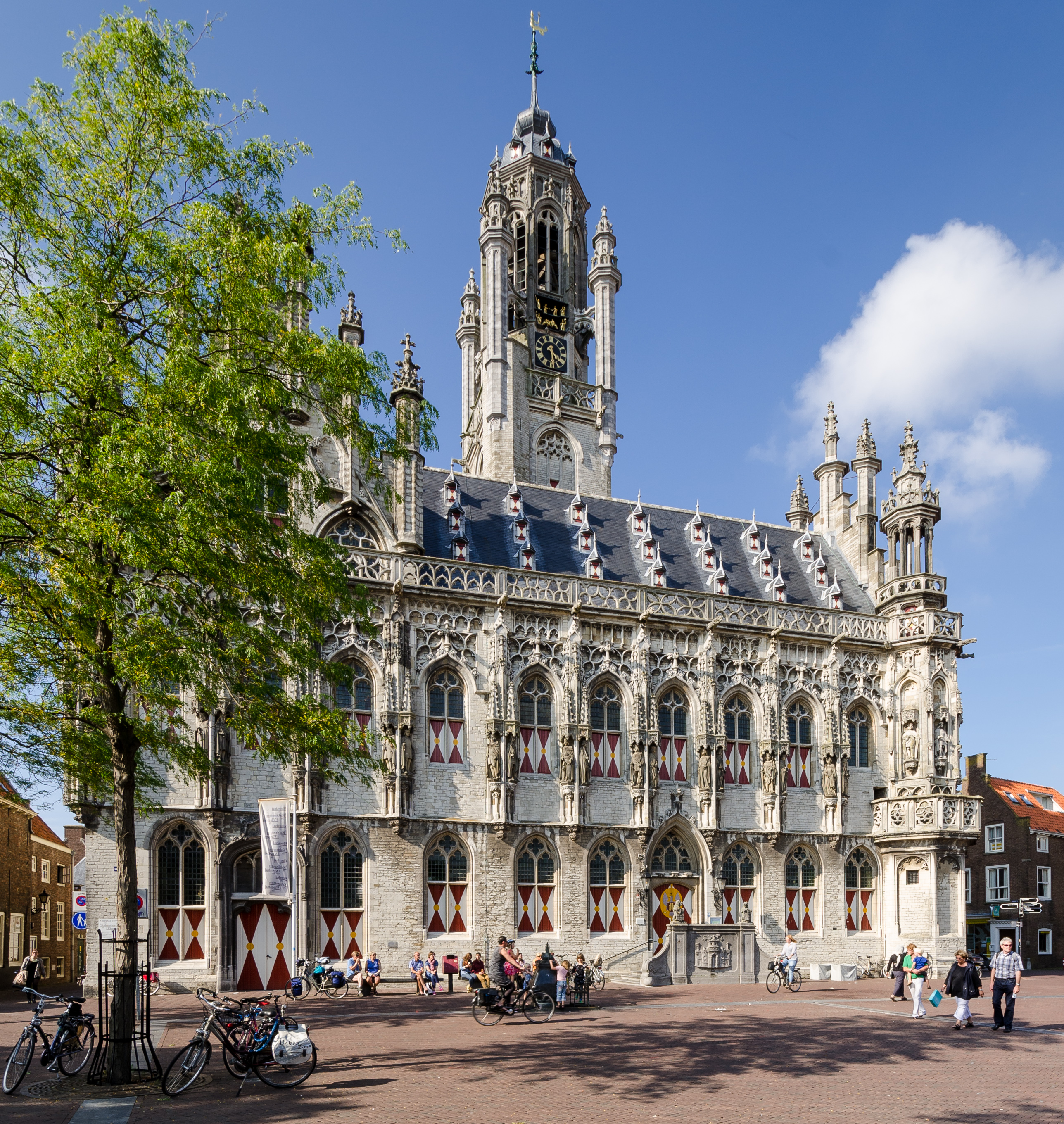
Rathaus in Middelburg

Eine Vielzahl der Sehenswürdigkeiten der Provinz konzentriert sich auf die größeren Städte.
In Middelburg lohnt ein Besuch der Abtei „Onze-Lieve-Vrouwe“ und des Stadhuis (Rathaus). Auch der Erlebnispark Miniatuur Walcheren, in dem die wichtigsten Sehenswürdigkeiten der Halbinsel Walcheren im Maßstab 1:20 nachgebaut wurden, ist einen Abstecher wert. Das „Zeeuws Museum“ (Museum der Provinz Zeeland) befindet sich ebenfalls in Middelburg.
Das Städtchen Veere kann mit einer jahrhundertealten Stadtkulisse aufwarten. Viele der Häuser stammen aus dem 16. oder 17. Jahrhundert, als der Handel mit schottischer Wolle florierte.

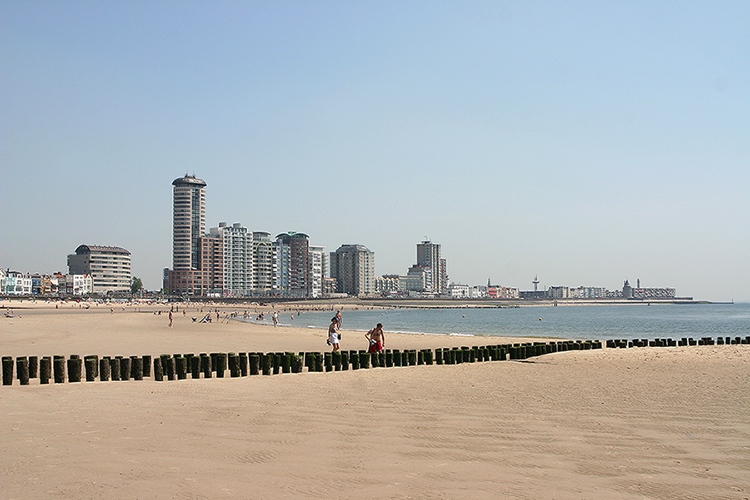
Boulevard in Vlissingen

Die Stadt Vlissingen, die an der Mündung der Westerschelde in die Nordsee liegt, ist schon aufgrund ihrer Lage eine Sehenswürdigkeit. Vom Boulevard aus kann man den regen Schiffsverkehr von und nach Antwerpen und Vlissingen-Oost beobachten. Im „Arsenaal“, einem modernen Erlebniskomplex, gibt es verschiedene Stationen, an denen Wissen über das Meer vermittelt wird. Teil dieses Komplexes ist das „Kraaiennest“, ein 65 Meter hoher Aussichtsturm.
Die Altstadt von Goes steht seit den 1970er Jahren unter Denkmalschutz. In der Innenstadt sind eine große Zahl historischer Gebäude sowie zahlreiche Einkaufsmöglichkeiten zu finden.
Die Altstadt von Zierikzee steht seit den 1960er Jahren unter Denkmalschutz. Knapp 600 Gebäude sind als erhaltenswert gekennzeichnet.
Die größte technische Sehenswürdigkeit in Zeeland ist das Sturmflutwehr der Deltawerke. Im Volksmund spricht man auch vom „Achten Weltwunder“. Auf der künstlich aufgeschütteten Insel „Neeltje Jans“ gibt es ein Besucherinformationszentrum, das sich im Laufe der Jahre zu einem Vergnügungspark gewandelt hat.
In Hulst in Zeeuws-Vlaanderen sind die etwa vier Kilometer langen Stadtwälle samt den Stadttoren aus dem 16. und 18. Jahrhundert komplett erhalten geblieben.
Zeeland war seit dem Gallischen Krieg Teil des Römischen Reiches. Aus dieser Zeit stammen einige Bauwerke wie die Stele der Göttin Nehalennia, die in der Nähe des Seebades Domburg 1647 von Fischern gefunden wurde.
Eine architektonische Meisterleistung ist das Brückenbauwerk Zeelandbrug, das Schouwen-Duiveland mit Noord-Beveland verbindet. Eine Zeit lang war dies die längste Brücke der Niederlande.

## Wirtschaft
Im Jahr 2011 lag das regionale Bruttoinlandsprodukt je Einwohner, ausgedrückt in Kaufkraftstandards, bei 123,77 % des Durchschnitts der EU-28.
Im Jahr 2017 betrug die Arbeitslosenquote 2,9 % und war die niedrigste des Landes.
Hauptwirtschaftszweige in Zeeland sind neben Ackerbau und Obstanbau auch die Chemieindustrie (in Vlissingen-Oost und in Terneuzen) sowie Fischerei und Miesmuschel- und Austernzucht.
Die Provinz ist seit langem ein beliebtes Reiseziel, und der Tourismus macht einen wesentlichen Teil der Einnahmen aus. Bereits seit dem späten 19. Jahrhundert, mit der Gründung des „Vereins zur Förderung des Fremdenverkehrs in Walcheren zu Middelburg“, kommen „Fremde“, sprich Touristen nach Zeeland, um an der Küste, in der Landschaft sowie in Städten und Dörfern Erholung zu finden. Ab der Mitte des 20. Jahrhunderts, mit dem Anstieg des Autobesitzes und der Zunahme der Urlaubstage, wuchs der Tourismus deutlich. Im Jahr 2021 zählte Zeeland über 320.000 Schlafplätze für Urlaubsgäste und verzeichnet jährlich Millionen von Urlaubsaufenthalten und Tagesausflügen.

## Verkehr

### Straße

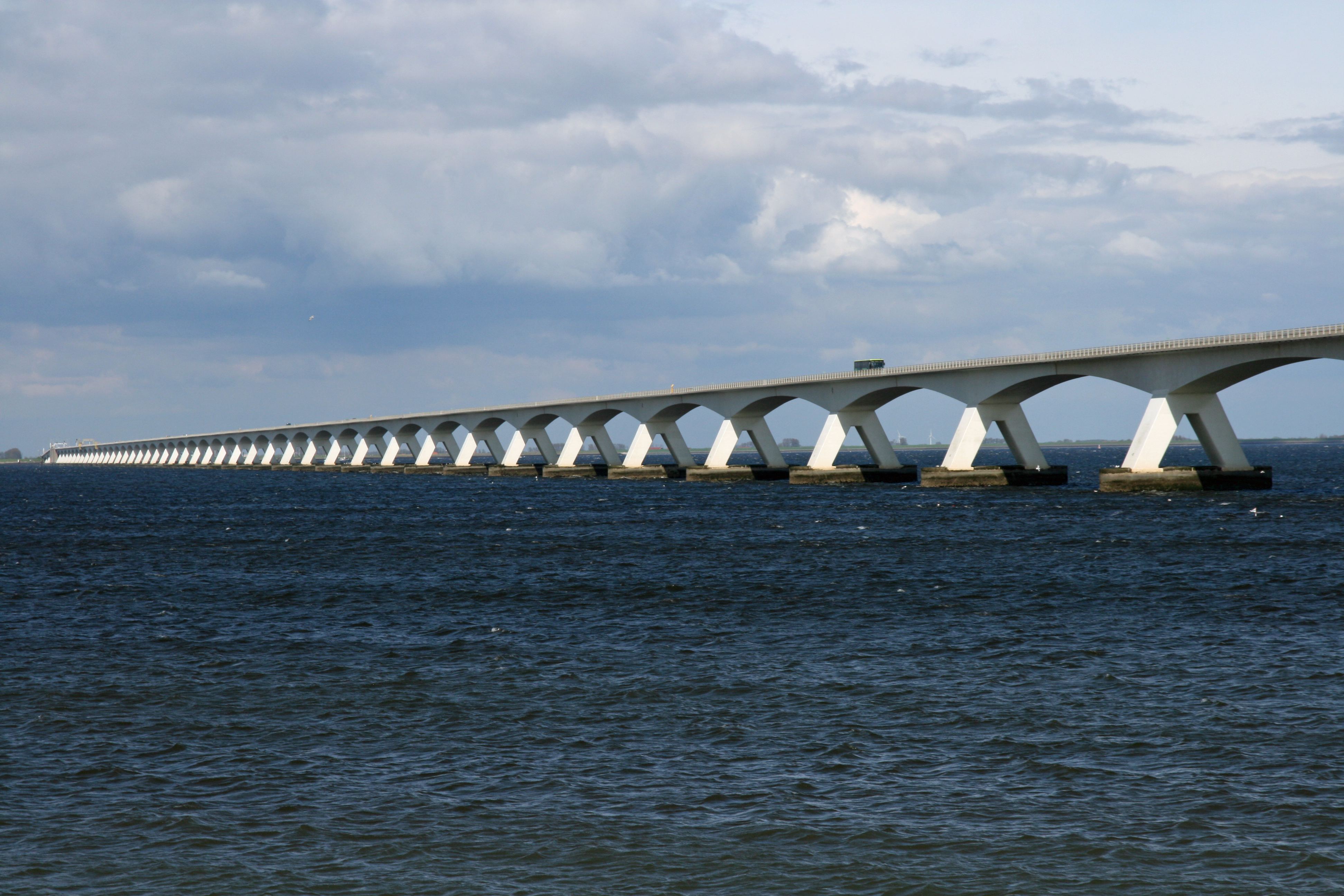
Die Zeeland-Brücke

Die einzige Autobahn in Zeeland ist die A58, die Vlissingen, Middelburg und Goes mit Bergen op Zoom verbindet.
Im Laufe der letzten Jahrzehnte wurden viele Bauwerke geschaffen, die die Inseln untereinander und mit dem Festland verbinden. Der Westerscheldetunnel verbindet Zeeuws-Vlaanderen mit Zuid-Beveland. Die Zeelandbrug, die einige Zeit die längste Brücke Europas war, sowie die Straße über dem Oosterscheldesturmflutwehr verbinden Noord-Beveland mit Schouwen-Duiveland. Weitere Wege, die durch die Deltawerke entstanden sind, sind der Oesterdam und der Philipsdam.

### Bahn
Die 1870 eröffnete Eisenbahnlinie von Vlissingen über Middelburg und Goes nach Roosendaal ist auch heute noch die einzige Bahnstrecke für Personenverkehr in Zeeland. Zweimal stündlich gibt es eine Direktverbindung nach Rotterdam, Den Haag, dem Flughafen Schiphol und Amsterdam. Bei Lewedorp zweigt eine nur vom Güterverkehr genutzte Stichstrecke in Richtung Sloehaven (Hafengebiet Vlissingen-Oost) ab. In Zeeuws-Vlaanderen gibt es eine Güterzuglinie von Terneuzen über Sas van Gent nach Zelzate in Belgien.
Eine Museumseisenbahn verbindet im Sommerhalbjahr Goes mit Hoedekenskerke.

### Bus
Nach der Privatisierung der niederländischen Busunternehmen übernahm Connexxion die Linien in Noord- und Midden Zeeland, in Zeeuws-Vlaanderen wurde der öffentliche Nahverkehr von Veolia Transport bewerkstelligt. 2014 erhielt Connexxion für eine Laufzeit von zehn Jahren den alleinigen Zuschlag für die nun alle Teilgebiete der Provinz umfassende Konzession und tritt seitdem unter der Marke „Door Zeeland“ auf. Einzelne Fahrten werden an Subunternehmer vergeben.

### Fähre
Nach der Abschaffung der Autofähren gibt es in Zeeland nur noch Fähren, die als Fußgänger, Radfahrer oder mit dem Motorroller (bis 50 cc) benutzt werden können. Die einzige Fähre, die das ganze Jahr verkehrt, ist die Verbindung Vlissingen–Breskens. Die Fähren, die nur im Sommer verkehren, dienen hauptsächlich dem Tourismus.

### Luftverkehr
Nahe Arnemuiden befindet sich der Flugplatz Midden-Zeeland (ICAO-Code: EHMZ). Er verfügt über eine rund 1.000 Meter lange Graspiste mit der Ausrichtung 09/27 und dient überwiegend der Sportfliegerei. In jüngster Zeit wird er auch für Hubschrauberflüge zu den vor der zeeländischen Küste liegenden Offshore-Windparks genutzt.

## Sprache
Im größten Teil der Provinz werden Dialekte des Seeländischen gesprochen; nur in der Gemeinde Hulst spricht man Ostflämisch. Die Dialekte werden wenig gesprochen, hauptsächlich in Middelburg und Vlissingen wird diese Sprache noch von sechzig Prozent der Bevölkerung jeden Tag benutzt.

## Persönlichkeiten
- Michiel de Ruyter (1607–1676), Admiral der niederländischen Marine
- Pieter Zeeman (1865–1943), Nobelpreisträger für Physik 1902
- Annie M. G. Schmidt (1911–1995), Schriftstellerin und Journalistin, Kinderbuchautorin
- Theofiel Middelkamp (1914–2005), ehemaliger Radrennfahrer
- Roelof Nelissen (1931–2019), Bankmanager und Politiker
- Wim van Hanegem (* 1944), ehemaliger Fußballspieler; Fußballtrainer
- Cees Priem (* 1950), ehemaliger Radrennfahrer
- Jan Raas (* 1952), ehemaliger Radrennfahrer
- Jan Peter Balkenende (* 1956), Politiker (CDA)
- Danny Blind (* 1961), Fußballtrainer und ehemaliger -spieler

## Trivia
- Neuseeland: Als Abel Tasman 1642 auf der Suche nach dem „Großen südlichen Land“ als erster Europäer Neuseeland entdeckte, glaubte er ein weiteres Stück Küste von Staten Landt gefunden zu haben. Als eine Expedition unter Hendrik Brouwer ein Jahr später feststellte, dass der von Tasman besuchte Küstenstreifen nicht zu Staten Landt gehörte, wurde das Land Nova Zeelandia (lateinisch) oder Nieuw Zeeland (niederländisch) genannt, nach der niederländischen Provinz Zeeland.

- Schauplatz des 2006 erschienenen Romans Sturmflut der niederländischen Schriftstellerin Margriet de Moor über die Schwestern Amanda und Lidy in der Sturmflut 1953, die große Teile Zeelands zerstörte. Mit dem Delta-Plan begann in Südholland die Sicherung der Küste gegen die Gefahren von Sturmflut und Überschwemmung.